# Copaifera religiosa
Copaifera religiosa är en ärtväxtart som beskrevs av J.Leonard. Copaifera religiosa ingår i släktet Copaifera, och familjen ärtväxter. Inga underarter finns listade i Catalogue of Life.